# Lista polskich herbów hrabiowskich

Korona hrabiowska występująca w heraldyce polskiej.

Znajdziesz tu listę herbów hrabiowskich (Obecnie: 131 na polskiej Wikipedii). Jeśli poszukujesz informacji ogólnych o herbach, zobacz artykuł: herb szlachecki.

## Herby hrabiowskie
| Aleksandrowicz Hrabia                |
| Ankwicz Hrabia                       |
| Badeni Hrabia                        |
| Baworowski Hrabia                    |
| Batowski (herb szlachecki)           |
| Bąkowski Hrabia                      |
| Bieliński Hrabia                     |
| Bieliński II Hrabia                  |
| Bielski Hrabia                       |
| Bniński                              |
| Bobrowski Hrabia                     |
| Borkowski Hrabia                     |
| Borkowski-Dunin                      |
| Branicki Hrabia                      |
| Bukowski Hrabia                      |
| Bystrzonowski Hrabia                 |
| Cetner Hrabia                        |
| Charczowski Hrabia                   |
| Chołoniewski Hrabia                  |
| Czapski                              |
| Dembiński Hrabia                     |
| Dębicki Hrabia                       |
| Drohojowski Hrabia                   |
| Dzieduszycki Hrabia                  |
| Fredro Hrabia                        |
| Garczyński II Hrabia                 |
| Golejewski                           |
| Gołuchowski (herb szlachecki)        |
| Gorzeński                            |
| Grabowski IX Hrabia                  |
| Grabowski VIII Hrabia                |
| Grodzicki Hrabia                     |
| Grzębski                             |
| Humnicki Hrabia                      |
| Husarzewski Hrabia                   |
| Hutten-Czapski (herb szlachecki)     |
| Jabłonowski Hrabia                   |
| Jaworski Hrabia                      |
| Jezierski Hrabia                     |
| Kalinowski Hrabia                    |
| Karnicki IV                          |
| Karśnicki (herb)                     |
| Kęszycki                             |
| Kiciński Hrabia                      |
| Komarnicki Hrabia                    |
| Komorowski Hrabia (Ciołek odmienny)  |
| Komorowski Hrabia (Korczak odmienny) |
| Konarski Hrabia                      |
| Korytowski Hrabia                    |
| Koziebrodzki Hrabia                  |
| Krasicki Hrabia                      |
| Krasiński Hrabia                     |
| Krasiński II Hrabia                  |
| Kręski Hrabia                        |
| Krokowski V                          |
| Krosnowski Hrabia                    |
| Kuczkowski Hrabia                    |
| Kuropatnicki Hrabia                  |
| Lanckoroński Hrabia                  |
| Ledóchowski Hrabia                   |
| Lewicki Hrabia                       |
| Lubieniecki Hrabia                   |
| Łączyński Hrabia                     |
| Łoś Hrabia                           |
| Łubieński Hrabia                     |
| Małachowski Hrabia                   |
| Męciński Hrabia                      |
| Miączyński Hrabia                    |
| Michałowski Hrabia                   |
| Mier Hrabia                          |
| Mieroszowski Hrabia                  |
| Mniszech Hrabia                      |
| Mniszek Hrabia                       |
| Morski Hrabia                        |
| Morsztyn Hrabia                      |
| Mostowski Hrabia                     |
| Moszczeński Hrabia                   |
| Moszyński Hrabia                     |
| Osiecimski-Hutten-Czapski            |
| Ossoliński Hrabia                    |
| Ostroróg Hrabia                      |
| Ostrowski Hrabia                     |
| Otocki                               |
| Parys Hrabia                         |
| Pawłowski VI Hrabia                  |
| Piniński Hrabia                      |
| Poletyło Hrabia                      |
| Poniński Hrabia                      |
| Potocki Hrabia                       |
| Potocki II                           |
| Potocki III                          |
| Potocki IV                           |
| Przebendowski Hrabia                 |
| Przerembski Hrabia                   |
| Rey Hrabia                           |
| Rogaliński Hrabia                    |
| Romer Hrabia                         |
| Rozwadowski Hrabia                   |
| Russocki Hrabia                      |
| Rzewuski Hrabia                      |
| Rzyszczewski Hrabia                  |
| Sapieha (herb szlachecki)            |
| Siekierzyński Hrabia                 |
| Siemieński Hrabia                    |
| Sierakowski Hrabia                   |
| Skarbek Hrabia                       |
| Skrzyński Hrabia                     |
| Stadnicki (herb szlachecki)          |
| Starzeński Hrabia                    |
| Suchodolski Hrabia                   |
| Sułkowski Hrabia                     |
| Szaniawski Hrabia                    |
| Szeptycki Hrabia                     |
| Tarnowski Hrabia                     |
| Trembiński Hrabia                    |
| Uliński Hrabia                       |
| Uruski Hrabia                        |
| Wielhorski Hrabia                    |
| Wielopolski Hrabia                   |
| Wiesiołowski Hrabia                  |
| Wiśniewski Hrabia                    |
| Wodzicki Hrabia                      |
| Wolański Hrabia                      |
| Woyna Hrabia                         |
| Zabielski Hrabia                     |
| Zabiełło Hrabia                      |
| Zaleski Hrabia                       |
| Załuski Hrabia                       |
| Zamoyski Hrabia                      |
| Zborowski Hrabia                     |
| Żeleński Hrabia                      |